# Patrick Edlinger
Pour les articles homonymes, voir Edlinger.
Patrick Edlinger, né le 15 juin 1960 à Dax et mort le 16 novembre 2012 à La Palud-sur-Verdon, est un grimpeur français originaire de la vallée de l'Ubaye.
Réputé pour ses ascensions en solo intégral, il est un des pionniers de l'escalade libre de haut niveau et a été, dans les années 1980, l'une des premières figures médiatiques de la discipline.

## Biographie
Initié à l'escalade à l'âge de neuf ans, Patrick Edlinger pratique régulièrement à quatorze ans pour s'y consacrer pleinement à dix-huit ans. Passant ses journées en falaise, il lui arrive, faute de trouver des partenaires pour l'assurer, de grimper en solo. Avec son ami Patrick Berhault, il s'illustre par des réalisations difficiles pour l'époque, préfigurant une autre façon de grimper, où la dimension physique prime autant que l'état d'esprit.

### De 1982 à 1986: montée de sa médiatisation

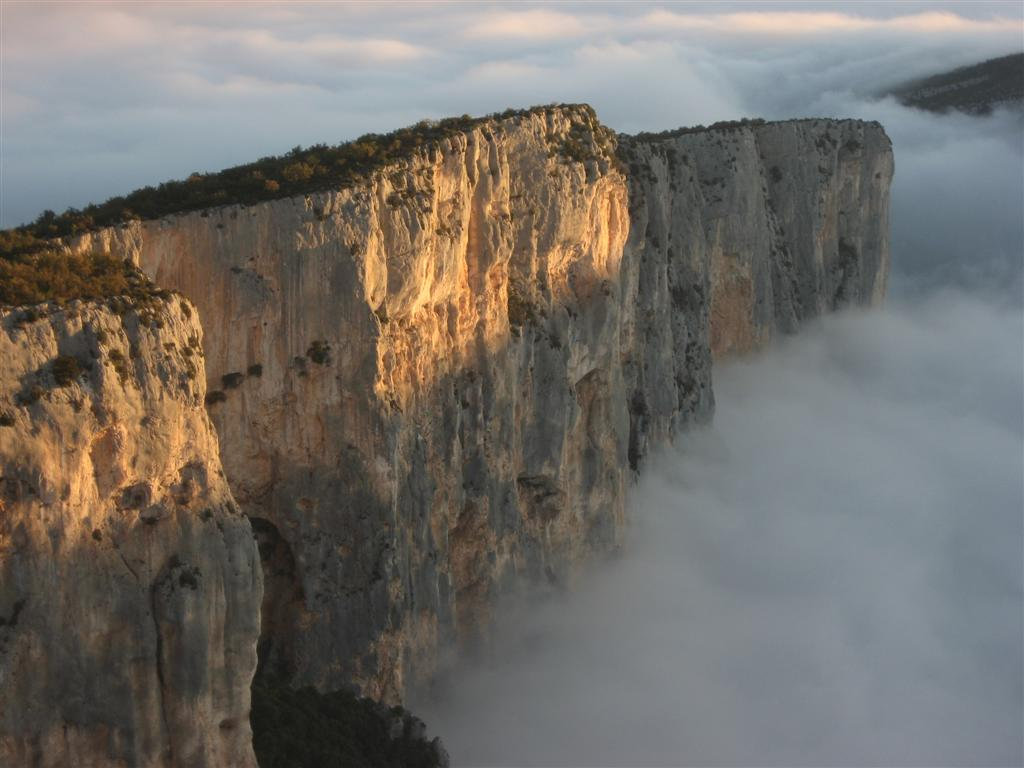
Le secteur Escalès dans les gorges du Verdon

En 1982, Patrick Edlinger fait connaître l'escalade au grand public grâce aux documentaires de Jean-Paul Janssen diffusés dans le monde entier : La Vie au bout des doigts et en 1984 Opéra vertical. Il y escalade en libre et, pour partie, en solo intégral, des voies des fameux sites de Buoux (Luberon) et des gorges du Verdon. Edlinger y expose une philosophie de l'escalade où se mêlent hédonisme, respect et amour de la nature, dépassement de soi (physique et mental) et goût du risque. Cette façon de vivre alliée à son physique d'éphèbe (cheveux blonds et longs tenus par un bandeau, musculature fine et sèche) marqueront de manière profonde le public.
À l'origine de l'engouement pour l'escalade, Patrick Edlinger, « Le Blond », n'est cependant pas qu'une figure médiatique comme certaines voix du milieu de la grimpe le laissèrent penser à l'époque. C'est un grimpeur de haut niveau, qui réalise des solos dans des voies cotées 7a. Il ouvre aussi des voies de difficulté extrême pour l'époque : Ça Glisse Au Pays des Merveilles (1983, second 8a en France) ou La Boule (1985, cinquième 8a+ en France). En 1988, il réalise Les Spécialistes (8b+) dans le Verdon et en 1989, Maginot Line (8b+/8c) et Azincourt (8c). En 1989, il réalisa même Orange Mécanique (8a) en solo intégral.

### De 1986 à 1995: confrontation en compétitions et augmentation du haut niveau
Véritable star en France, Patrick Edlinger est, dans les années 1980, la personnalité préférée des Français selon un sondage du magazine Paris Match[source insuffisante], qui relaie ses exploits. Il est néanmoins contesté dans son statut de meilleur grimpeur du moment, notamment par le « gang des Parisiens » (les frères Le Ménestrel et Jean-Baptiste Tribout). Lorsque le Manifeste des 19 décriant la compétition est écrit en 1985, il ne le signe pas. En 1986, il gagne l'une des premières compétitions internationales d'escalade à Bardonèche. À cette époque, il lance sa propre ligne de vêtement qu'il tient avec quelques amis.
Patrick Edlinger répète les Spécialistes, une voie en toit ouverte par Jean-Baptiste Tribout ; il décote cette dernière de 8c, la cotation attribuée par Jean-Baptiste Tribout, à 8b+. Jean-Baptiste Tribout lui demande alors de « prouver son niveau », ce que Patrick Edlinger fait en remportant une compétition devant ses rivaux à  Snowbird. En 1988, une publicité est diffusée le mettant en scène pour faire la promotion des barres de céréales Grany ; elle est reprise en 1998 puis en 2004.
En juillet 1994, il participe à deux compétitions officielles UIAA : le master de L'Argentière où il termine 34e et le master de Serre Chevalier où il se place 17e.

### De 1995 à 2012: retrait du haut niveau et des médias
En 1995, Patrick Edlinger est victime d'un grave accident lors de l'escalade d'une falaise. Alors qu'il s'entraîne dans les calanques de Marseille sur une voie en 7b et qu'il a sauté plusieurs points d'assurance, une prise casse et il chute de dix-huit mètres. En arrêt cardiaque, il est réanimé par un médecin présent sur place et ne s'en tire finalement qu'avec quelques déchirures musculaires. Il se retire alors du haut niveau de l'escalade, mais continue à grimper dans le 8e degré pour le plaisir.
De 1997 à 2000, il est rédacteur en chef de la revue d'escalade Roc'n Wall, qui est finalement absorbée par la revue Vertical.
Il est père d'une fille en 2002 de sa relation avec Matia qu'il épouse.
À partir de 2009, il tient le gîte l'Escalès avec sa femme à La Palud-sur-Verdon.
En 2011, il commence l'écriture de sa biographie en collaboration de son ami depuis vingt-cinq ans, Jean-Michel Asselin. Ayant développé une addiction à l'alcool, il meurt accidentellement en chutant dans l'escalier, de son domicile le 16 novembre 2012 à La Palud-sur-Verdon, âgé de 52 ans. Ses obsèques ont lieu le 22 novembre, au crématorium de Manosque, où il est incinéré, dans la plus stricte intimité.
Après sa mort en novembre 2012 et bien que sa biographie ne soit pas terminée, l'éditeur décide de la publier en mars 2013, et le salue :

« Ce qui reste incroyable, c’est qu’il représente toujours quelque chose pour les jeunes. Ils ne savent plus trop ce qu’il a fait mais son nom est resté. Comme Herzog à l’Annapurna avec l’alpinisme, Patrick Edlinger a fait rentrer l’escalade dans l’histoire de France. »

— Jean-Michel Asselin

## Ascensions notables

### À vue
| Nom                   | Site          | Date | Commentaires |
| --------------------- | ------------- | ---- | ------------ |
| Captain Crochet       | Buoux, France | 1982 | 7b           |
| La Polka des ringards | Buoux, France | 1982 | 7c           |
| Partie Carrée         | Buoux, France | 1980 | 7c           |

### En solo
| Nom                   | Site                          | Date | Commentaires      |
| --------------------- | ----------------------------- | ---- | ----------------- |
| Baou des Quatre Ouros | Baou des Quatre Oures, France | 1980 | 7a/7a+            |
| Le Rut                | Buoux, France                 | 1982 | 7a                |
| Pilier des Fourmis    | Buoux, France                 | 1982 | 7a                |
| Orange Mécanique      | Cimaï, France                 | 1989 | 8a, solo intégral |

### Après travail
| Nom    | Site           | Date | Commentaires |
| ------ | -------------- | ---- | ------------ |
| Fenrir | Verdon, France | 1982 | 7c+          |

| Nom                              | Site                    | Date | Commentaires                            |
| -------------------------------- | ----------------------- | ---- | --------------------------------------- |
| Ça glisse au pays des merveilles | Buoux, France           | 1983 | premier 8a français, première ascension |
| La Boule                         | Sainte-Victoire, France | 1984 | 8a+                                     |
| Sucettes à l'anis                | Cimaï, France           | 1988 | 8b, ouverture en cinq jours             |
| Are you Ready?                   | Châteauvert, France     | 1988 | 8b+, ouverture en cinq jours            |
| Les spécialistes                 | Verdon, France          | 1988 | 8b+, première répétition                |
| Asymptote                        | Saint-Crépin, France    | 1988 | 8b+, seconde répétition                 |
| Maginot Line                     | Volx, France            | 1989 | 8b+/8c, seconde répétition              |
| Azincourt                        | Buoux, France           | 1989 | 8c, seconde répétition                  |

## Livres
- Patrick Edlinger et Robert Nicod, Verdon : opera vertical, Lieu de publication non identifie, ARTHAUD, 1983, 15 p. (ISBN 978-2-700-30435-0, OCLC 906453791)
- Patrick Edlinger, Alain Ferrand et Jean-François Lemoine (ill. Étienne Muster, photogr. Gérard Kosicki), Grimper! : pratique et plaisir de l'escalade, Paris, Arthaud, 1985, 223 p. (ISBN 978-2-700-30502-9, OCLC 807488110)
- Patrick Edlinger (préf. Georges Livanos, photogr. Gérard Kosicki), Rock games : escalades aux USA, Paris, Arthaud, 1986, 158 p. (ISBN 978-2-700-30569-2, OCLC 319765250)
  - Préface de Georges Livanos[28].
- Jean-Michel Asselin, Patrick Edlinger, Chamonix, Éd. Guérin, 2013, 311 p. (ISBN 978-2-352-21060-3, OCLC 864430153)

## Filmographie
- 1980 : Overdon de Jean-Paul Janssen
- 1981 : Over-Ice de Jean-Paul Janssen
- 1981 : Oversand de Jean-Paul Janssen
- 1982 : La Vie Au Bout Des Doigts de Jean-Paul Janssen [29] : nommé aux César en 1984 dans la catégorie meilleur court-métrage documentaire et repris en 1984 pour une série documentaire de National Geographic [30].
- 1984 : Opéra Vertical de Jean-Paul Janssen [31] : repris en 1989 pour une série documentaire de National Geographic [32].
- 1985 : Les Loups Entre Eux de José Giovanni : Patrick, le grimpeur [33]
- 1986 : Les Conquérants de l'Impossible: Portrait de Groupe de Bernard Dumont et Bernard Choquet
- 1992 : La Belle Histoire de Claude Lelouch [34]
- 1994 : Le Grec - Georges Livanos de Jean Afanassieff
- 1997 : Roc'n Wall 97 de Maurice Rebeix
- 1998 : Verdon Forever de Maurice Rebeix
- 1998 : Arrow Head de Maurice Rebeix
- 1999 : Escalade : Voyage au bout de l'exploit
- 2001 : La Cordée De Rêve de Gilles Chappaz
- 2008 : Berhault de Gilles Chappaz

## Hommages
- A son décès en 2012, de nombreux hommages lui sont adressés dans le presse, dont ceux de très nombreux grimpeurs et grimpeuses dont Catherine Destivelle, Ron Kauk, Alain Robert, Stefan Glowacz, Lynn Hill, Ben Moon, Chris Sharma, Adam Ondra et bien d'autres[35],[36].
- En 2018 est inaugurée la a salle d'escalade de Barcelonnette qui porte le nom de Patrick Edlinger[37],[38].
- En son honneur, Chris Sharma baptise « Le Blond » la voie qu'il équipe le jour du décès de Patrick Edlinger[39].
- En 2014, le festival Escala’Buoux rend hommage à Patrick Edlinger, des amis et grimpeurs prennent la pose, immortalisés par le photographe Robert Exertier, dans le surplomb du film La Vie Au Bout Des Doigts.
- En 2021, une voie de 250 mètres nommée Patrick Edlinger dans les Gorges du Verdon est ouverte en hommage par l'ancien compétiteur espagnol David Tarragó, Paula Revoil et Jesus Cristobal, la première ascension est réalisée en 2022 par Julien Schilling[40].